# José Chamot
José Antonio Chamot Picart (Concepción del Uruguay, 17 maggio 1969) è un dirigente sportivo, allenatore di calcio ed ex calciatore argentino, di ruolo difensore.
Ha giocato con Rosario Central, Pisa, Foggia, Lazio, Atlético Madrid e Milan.
Nel 1998 acquisisce la cittadinanza italiana grazie a un parente della moglie.

## Carriera

### Giocatore

#### Club

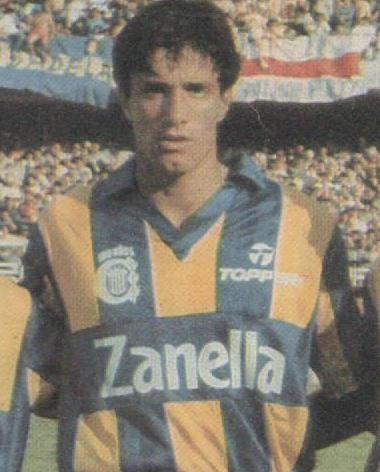
Chamot al Rosario Central nel 1989

Chamot inizia la sua carriera da calciatore con la maglia del Rosario Central nel 1988, e durante la sua prima annata con le Canallas Chamot colleziona 19 presenze. L'anno successivo arrivano anche i primi gol: 3 sono le reti che Chamot mette a segno in 29 presenze. Alla fine della sua avventura in Argentina saranno 58 le presenze e 3 le reti.
Nella stagione 1990-1991 comincia il campionato a Rosario. Dopo la sua decima presenza in Argentina, nel mercato di novembre il presidente del Pisa, Romeo Anconetani, lo acquista insieme a Diego Simeone: il doppio acquisto di giocatori allora "semisconosciuti" si rivelerà una grande scoperta. Con la società toscana Chamot mette a segno 1 gol in 87 partite.
Nella stagione 1993-1994 viene ceduto al Foggia, dove gli viene subito data fiducia dal mister Zdeněk Zeman, suo grande estimatore. Zeman talvolta ironizza su di lui, come quando afferma: «Sa fare tutto ma non indovina un cross che sia uno». In tutto saranno 30 le presenze con la maglia rossonera, senza mettere a segno reti.
L'allenatore boemo fu chiamato nell'estate del 1994 sulla panchina della Lazio del presidente Sergio Cragnotti, e portò con sé alla corte dei biancocelesti Chamot, preferendolo a Ciro Ferrara. Pagato 5 miliardi di lire, nella società biancoceleste rimase per quattro stagioni collezionando 100 presenze e 1 rete (in Lazio-Genoa 4-0 del 19 marzo 1995), e vincendo la Coppa Italia 1997-1998. Durante la militanza a Roma, Chamot diventerà titolare della nazionale argentina, dove viene impiegato sulla fascia sinistra.
Nell'estate del 1998 la Lazio decide di venderlo all'Atlético Madrid. Con la formazione spagnola Chamot giocò per una stagione e mezza collezionando 45 presenze e 1 gol. Durante la sessione invernale del calciomercato viene acquistato dal Milan dove gioca per tre stagioni vincendo nel 2003 una Coppa Italia e una Champions League.
Nell'estate seguente passa al Leganés. La sua seconda avventura spagnola è caratterizzata da una sola presenza, sicché a fine anno rescinde il suo contratto con la società. Durante la sessione di calciomercato che precede la stagione 2004-2005 viene acquistato dal suo primo club, il Rosario Central. Durante la sua seconda avventura in gialloblù totalizza 4 presenze. Alla fine della stagione 2005-2006 lascia il calcio giocato dopo 376 partite di campionato e 7 reti, per intraprendere la carriera di allenatore.

#### Nazionale
Con la nazionale argentina ha disputato 43 presenze e segna 2 gol. Ha partecipato a tre edizioni del campionato del mondo (Stati Uniti 1994, Francia 1998 e Corea del Sud-Giappone 2002), a una edizione della Copa América (Uruguay 1995), a una Confederations Cup (Coppa re Fahd 1995) e come fuoriquota con la nazionale olimpica ai Giochi di Atlanta 1996.

### Allenatore e dirigente
Il 21 luglio 2009 iniziato la carriera in panchina come allenatore in seconda del Rosario Central, formazione argentina con la quale aveva iniziato e poi chiuso la sua carriera calcistica; lascia il club il 21 marzo 2010. Dal 27 giugno 2011 è collaboratore tecnico di Matías Almeyda al River Plate; anche dopo l'esonero di Almeyda, rimane nello staff dei Millonarios.
Nel dicembre del 2015 viene nominato responsabile del settore giovanile del Rosario Central. Nel 2017 è il vice e subentra anche a stagione in corso come allenatore ad interim.
Il 27 settembre 2018 ottiene la qualifica UEFA A di Coverciano che abilita all'allenamento di tutte le formazioni giovanili e delle prime squadre fino alla Serie C, e alla posizione di allenatore in seconda in Serie B e Serie A.

## Statistiche

### Presenze e reti nei club
| Stagione               | Squadra                | Campionato             | Campionato | Campionato | Coppe nazionali | Coppe nazionali | Coppe nazionali | Coppe continentali | Coppe continentali | Coppe continentali | Altre coppe | Altre coppe | Altre coppe | Totale | Totale |
| Stagione               | Squadra                | Comp                   | Pres       | Reti       | Comp            | Pres            | Reti            | Comp               | Pres               | Reti               | Comp        | Pres        | Reti        | Pres   | Reti   |
| ---------------------- | ---------------------- | ---------------------- | ---------- | ---------- | --------------- | --------------- | --------------- | ------------------ | ------------------ | ------------------ | ----------- | ----------- | ----------- | ------ | ------ |
| 1988-1989              | Rosario Central        | PD                     | 19         | 1          | -               | -               | -               | -                  | -                  | -                  | -           | -           | -           | 19     | 1      |
| 1989-1990              | Rosario Central        | PD                     | 29         | 2          | -               | -               | -               | -                  | -                  | -                  | -           | -           | -           | 29     | 2      |
| 1990                   | Rosario Central        | PD                     | 11         | 0          | -               | -               | -               | -                  | -                  | -                  | -           | -           | -           | 11     | 0      |
| ott. 1990-1991         | Pisa                   | A                      | 20         | 0          | CI              | 2               | 0               | -                  | -                  | -                  | -           | -           | -           | 22     | 0      |
| 1991-1992              | Pisa                   | B                      | 33         | 1          | CI              | 5               | 0               | -                  | -                  | -                  | -           | -           | -           | 38     | 1      |
| 1992-1993              | Pisa                   | B                      | 34         | 0          | CI              | 1               | 0               | -                  | -                  | -                  | -           | -           | -           | 35     | 0      |
| Totale Pisa            | Totale Pisa            | Totale Pisa            | 87         | 1          |                 | 8               | 0               | -                  | -                  | -                  | -           | -           | -           | 95     | 1      |
| 1993-1994              | Foggia                 | A                      | 30         | 0          | CI              | 3               | 0               | -                  | -                  | -                  | -           | -           | -           | 33     | 0      |
| 1994-1995              | Lazio                  | A                      | 28         | 1          | CI              | 7               | 0               | CU                 | 8                  | 0                  | -           | -           | -           | 43     | 1      |
| 1995-1996              | Lazio                  | A                      | 32         | 0          | CI              | 4               | 0               | CU                 | 1                  | 0                  | -           | -           | -           | 37     | 0      |
| 1996-1997              | Lazio                  | A                      | 29         | 0          | CI              | 2               | 0               | CU                 | 3                  | 1                  | -           | -           | -           | 34     | 1      |
| 1997-1998              | Lazio                  | A                      | 11         | 0          | CI              | 3               | 0               | CU                 | 3                  | 0                  | -           | -           | -           | 17     | 0      |
| Totale Lazio           | Totale Lazio           | Totale Lazio           | 100        | 1          |                 | 16              | 0               |                    | 15                 | 1                  | -           | -           | -           | 131    | 2      |
| 1998-1999              | Atlético Madrid        | PD                     | 33         | 1          | CR              | 3               | 0               | CU                 | 9                  | 0                  | -           | -           | -           | 45     | 1      |
| 1999-gen. 2000         | Atlético Madrid        | PD                     | 12         | 0          | CR              | 0               | 0               | CU                 | 5                  | 0                  | -           | -           | -           | 17     | 0      |
| Totale Atlético Madrid | Totale Atlético Madrid | Totale Atlético Madrid | 45         | 1          |                 | 3               | 0               |                    | 14                 | 0                  | -           | -           | -           | 62     | 1      |
| gen.-giu. 2000         | Milan                  | A                      | 13         | 0          | CI              | 1               | 0               | UCL                | 0                  | 0                  | SI          | -           | -           | 14     | 0      |
| 2000-2001              | Milan                  | A                      | 14         | 0          | CI              | 2               | 0               | UCL                | 9                  | 0                  | -           | -           | -           | 25     | 0      |
| 2001-2002              | Milan                  | A                      | 22         | 0          | CI              | 5               | 0               | CU                 | 5                  | 0                  | -           | -           | -           | 32     | 0      |
| 2002-2003              | Milan                  | A                      | 2          | 0          | CI              | 1               | 0               | UCL                | 1                  | 0                  | -           | -           | -           | 4      | 0      |
| Totale Milan           | Totale Milan           | Totale Milan           | 51         | 0          |                 | 9               | 0               |                    | 15                 | 0                  | -           | -           | -           | 75     | 0      |
| 2003-2004              | Leganés                | SD                     | 1          | 0          | CR              | 0               | 0               | -                  | -                  | -                  | -           | -           | -           | 1      | 0      |
| 2004-2005              | Rosario Central        | PD                     | 1          | 0          | -               | -               | -               | -                  | -                  | -                  | -           | -           | -           | 1      | 0      |
| 2005-2006              | Rosario Central        | PD                     | 3          | 0          | -               | -               | -               | -                  | -                  | -                  | -           | -           | -           | 3      | 0      |
| Totale Rosario Central | Totale Rosario Central | Totale Rosario Central | 63         | 3          |                 | -               | -               |                    | -                  | -                  | -           | -           | -           | 63     | 3      |
| Totale carriera        | Totale carriera        | Totale carriera        | 376        | 6          |                 | 35              | 0               | -                  | 44                 | 1                  | -           | -           | -           | 455    | 7      |

### Cronologia presenze e reti in nazionale
| Cronologia completa delle presenze e delle reti in nazionale ― Argentina | Cronologia completa delle presenze e delle reti in nazionale ― Argentina | Cronologia completa delle presenze e delle reti in nazionale ― Argentina | Cronologia completa delle presenze e delle reti in nazionale ― Argentina | Cronologia completa delle presenze e delle reti in nazionale ― Argentina | Cronologia completa delle presenze e delle reti in nazionale ― Argentina | Cronologia completa delle presenze e delle reti in nazionale ― Argentina | Cronologia completa delle presenze e delle reti in nazionale ― Argentina |
| Data                                                                     | Città                                                                    | In casa                                                                  | Risultato                                                                | Ospiti                                                                   | Competizione                                                             | Reti                                                                     | Note                                                                     |
| ------------------------------------------------------------------------ | ------------------------------------------------------------------------ | ------------------------------------------------------------------------ | ------------------------------------------------------------------------ | ------------------------------------------------------------------------ | ------------------------------------------------------------------------ | ------------------------------------------------------------------------ | ------------------------------------------------------------------------ |
| 31-10-1993                                                               | Sydney                                                                   | Australia                                                                | 1 – 1                                                                    | Argentina                                                                | Qual. Mondiali 1994                                                      | -                                                                        |                                                                          |
| 17-11-1993                                                               | Buenos Aires                                                             | Argentina                                                                | 1 – 0                                                                    | Australia                                                                | Qual. Mondiali 1994                                                      | -                                                                        |                                                                          |
| 23-3-1994                                                                | Recife                                                                   | Brasile                                                                  | 2 – 0                                                                    | Argentina                                                                | Amichevole                                                               | -                                                                        |                                                                          |
| 20-4-1994                                                                | Salta                                                                    | Argentina                                                                | 3 – 1                                                                    | Marocco                                                                  | Amichevole                                                               | -                                                                        |                                                                          |
| 18-5-1994                                                                | Santiago del Cile                                                        | Cile                                                                     | 3 – 3                                                                    | Argentina                                                                | Amichevole                                                               | 1                                                                        |                                                                          |
| 25-5-1994                                                                | Guayaquil                                                                | Ecuador                                                                  | 1 – 0                                                                    | Argentina                                                                | Amichevole                                                               | -                                                                        |                                                                          |
| 31-5-1994                                                                | Tel Aviv                                                                 | Israele                                                                  | 0 – 3                                                                    | Argentina                                                                | Amichevole                                                               | -                                                                        |                                                                          |
| 4-6-1994                                                                 | Zagabria                                                                 | Croazia                                                                  | 0 – 0                                                                    | Argentina                                                                | Amichevole                                                               | -                                                                        |                                                                          |
| 21-6-1994                                                                | Boston                                                                   | Argentina                                                                | 4 – 0                                                                    | Grecia                                                                   | Mondiali 1994 - 1º turno                                                 | -                                                                        |                                                                          |
| 25-6-1994                                                                | Boston                                                                   | Argentina                                                                | 2 – 1                                                                    | Nigeria                                                                  | Mondiali 1994 - 1º turno                                                 | -                                                                        |                                                                          |
| 30-6-1994                                                                | Dallas                                                                   | Argentina                                                                | 0 – 2                                                                    | Bulgaria                                                                 | Mondiali 1994 - 1º turno                                                 | -                                                                        |                                                                          |
| 3-7-1994                                                                 | Pasadena                                                                 | Romania                                                                  | 3 – 2                                                                    | Argentina                                                                | Mondiali 1994 - Ottavi di finale                                         | -                                                                        | 56’                                                                      |
| 8-1-1995                                                                 | Riyad                                                                    | Argentina                                                                | 5 – 1                                                                    | Giappone                                                                 | Conf. Cup 1995 - 1º turno                                                | 1                                                                        |                                                                          |
| 10-1-1995                                                                | Riyad                                                                    | Nigeria                                                                  | 0 – 0                                                                    | Argentina                                                                | Conf. Cup 1995 - 1º turno                                                | -                                                                        |                                                                          |
| 13-1-1995                                                                | Riyad                                                                    | Danimarca                                                                | 2 – 0                                                                    | Argentina                                                                | Conf. Cup 1995 - Finale                                                  | -                                                                        | 35’, 89’                                                                 |
| 22-6-1995                                                                | Mendoza                                                                  | Argentina                                                                | 6 – 0                                                                    | Slovacchia                                                               | Amichevole                                                               | -                                                                        |                                                                          |
| 30-6-1995                                                                | Quilmes                                                                  | Argentina                                                                | 2 – 0                                                                    | Australia                                                                | Amichevole                                                               | -                                                                        | Ammonizione                                                              |
| 8-7-1995                                                                 | Paysandú                                                                 | Argentina                                                                | 2 – 1                                                                    | Bolivia                                                                  | Coppa America 1995 - 1º turno                                            | -                                                                        |                                                                          |
| 11-7-1995                                                                | Paysandú                                                                 | Argentina                                                                | 4 – 0                                                                    | Cile                                                                     | Coppa America 1995 - 1º turno                                            | -                                                                        |                                                                          |
| 17-7-1995                                                                | Rivera                                                                   | Brasile                                                                  | 2 – 2 dts (4 – 2 dtr)                                                    | Argentina                                                                | Coppa America 1995 - Quarti di finale                                    | -                                                                        |                                                                          |
| 20-9-1995                                                                | Madrid                                                                   | Spagna                                                                   | 2 – 1                                                                    | Argentina                                                                | Amichevole                                                               | -                                                                        |                                                                          |
| 11-10-1995                                                               | Buenos Aires                                                             | Argentina                                                                | 0 – 0                                                                    | Colombia                                                                 | Amichevole                                                               | -                                                                        |                                                                          |
| 24-4-1996                                                                | Buenos Aires                                                             | Argentina                                                                | 3 – 1                                                                    | Bolivia                                                                  | Qual. Mondiali 1998                                                      | -                                                                        |                                                                          |
| 2-6-1996                                                                 | Quito                                                                    | Ecuador                                                                  | 2 – 0                                                                    | Argentina                                                                | Qual. Mondiali 1998                                                      | -                                                                        |                                                                          |
| 20-6-1996                                                                | Tucumán                                                                  | Argentina                                                                | 2 – 0                                                                    | Polonia                                                                  | Amichevole                                                               | -                                                                        |                                                                          |
| 7-7-1996                                                                 | Lima                                                                     | Perù                                                                     | 0 – 0                                                                    | Argentina                                                                | Qual. Mondiali 1998                                                      | -                                                                        |                                                                          |
| 1-9-1996                                                                 | Buenos Aires                                                             | Argentina                                                                | 1 – 1                                                                    | Paraguay                                                                 | Qual. Mondiali 1998                                                      | -                                                                        |                                                                          |
| 12-1-1997                                                                | Montevideo                                                               | Uruguay                                                                  | 0 – 0                                                                    | Argentina                                                                | Qual. Mondiali 1998                                                      | -                                                                        |                                                                          |
| 30-4-1997                                                                | Buenos Aires                                                             | Argentina                                                                | 2 – 1                                                                    | Ecuador                                                                  | Qual. Mondiali 1998                                                      | -                                                                        |                                                                          |
| 8-6-1997                                                                 | Buenos Aires                                                             | Argentina                                                                | 2 – 0                                                                    | Perù                                                                     | Qual. Mondiali 1998                                                      | -                                                                        |                                                                          |
| 6-7-1997                                                                 | Asunción                                                                 | Paraguay                                                                 | 1 – 2                                                                    | Argentina                                                                | Qual. Mondiali 1998                                                      | -                                                                        |                                                                          |
| 20-7-1997                                                                | Buenos Aires                                                             | Argentina                                                                | 2 – 0                                                                    | Venezuela                                                                | Qual. Mondiali 1998                                                      | -                                                                        |                                                                          |
| 19-2-1998                                                                | Mendoza                                                                  | Argentina                                                                | 2 – 1                                                                    | Romania                                                                  | Amichevole                                                               | -                                                                        |                                                                          |
| 24-2-1998                                                                | Mar del Plata                                                            | Argentina                                                                | 3 – 1                                                                    | Jugoslavia                                                               | Amichevole                                                               | -                                                                        |                                                                          |
| 10-3-1998                                                                | Buenos Aires                                                             | Argentina                                                                | 2 – 0                                                                    | Bulgaria                                                                 | Amichevole                                                               | -                                                                        |                                                                          |
| 14-6-1998                                                                | Tolosa                                                                   | Argentina                                                                | 1 – 0                                                                    | Giappone                                                                 | Mondiali 1998 - 1º turno                                                 | -                                                                        | 72’                                                                      |
| 21-6-1998                                                                | Parigi                                                                   | Argentina                                                                | 5 – 0                                                                    | Giamaica                                                                 | Mondiali 1998 - 1º turno                                                 | -                                                                        | 65’                                                                      |
| 30-6-1998                                                                | Saint-Étienne                                                            | Argentina                                                                | 2 – 2 dts (4 – 3 dtr)                                                    | Inghilterra                                                              | Mondiali 1998 - Ottavi di finale                                         | -                                                                        |                                                                          |
| 4-7-1998                                                                 | Marsiglia                                                                | Paesi Bassi                                                              | 2 – 1                                                                    | Argentina                                                                | Mondiali 1998 - Quarti di finale                                         | -                                                                        | 22’ 89’                                                                  |
| 23-2-2000                                                                | Londra                                                                   | Inghilterra                                                              | 0 – 0                                                                    | Argentina                                                                | Amichevole                                                               | -                                                                        | 59’                                                                      |
| 13-2-2002                                                                | Cardiff                                                                  | Galles                                                                   | 1 – 1                                                                    | Argentina                                                                | Amichevole                                                               | -                                                                        | 36’                                                                      |
| 27-3-2002                                                                | Ginevra                                                                  | Argentina                                                                | 2 – 2                                                                    | Camerun                                                                  | Amichevole                                                               | -                                                                        | Ammonizione                                                              |
| 12-6-2002                                                                | Rifu                                                                     | Svezia                                                                   | 1 – 1                                                                    | Argentina                                                                | Mondiali 2002 - 1º turno                                                 | -                                                                        | 55’                                                                      |
| Totale                                                                   |                                                                          | Presenze                                                                 | 43                                                                       |                                                                          | Reti                                                                     | 2                                                                        |                                                                          |

## Palmarès

### Giocatore

#### Club

##### Competizioni nazionali
- Coppa Italia: 2

Lazio: 1997-1998
Milan: 2002-2003

##### Competizioni internazionali
- UEFA Champions League: 1

Milan: 2002-2003

#### Nazionale
- Argento olimpico: 1

Atlanta 1996